# ヨーゼフ＝ゲオルク・ムルツァー
ヨーゼフ＝ゲオルク・ムルツァー(ドイツ語: Josef-Georg Mulzer、1915年4月15日 - 2011年1月21日)は、ドイツの軍人。最終階級は陸軍中佐。
第二次世界大戦では第195工兵大隊に所属し、そこでの戦功による柏葉付騎士鉄十字章をアドルフ・ヒトラーから直接受けた。

## 叙勲
- 鉄十字章
  - 二級鉄十字勲章1939年章 (1940年6月27日)[1]
  - 一級鉄十字勲章1939年章 (1942年8月30日)[1]
- 戦傷章
  - 戦傷章銀章
- 一般突撃章
- ナルヴィク盾章
- 1941年/1942年東部戦線冬季戦記章 (1942年9月2日)
- 騎士鉄十字章
  - 騎士鉄十字章 (1943年9月7日)[2]
  - 柏葉付騎士鉄十字章 (1944年1月10日)[2][3]